# Lillian Crombie
Pour les articles homonymes, voir Crombie.
Lillian Crombie, née en 1958 et morte le 3 janvier 2024 est une actrice et danseuse aborigène australienne, connue pour son travail sur scène, au cinéma et à la télévision.

## Biographie

### Jeunesse et éducation
Lillian Crombie naît en 1958. Elle appartient au peuple Pitjantjatjara / Yankunytjatjara du centre de l'Australie, mais elle est enlevée à ses parents à l'âge de sept ans et ne les a jamais revus. Elle grandit dans une famille aimante avec des parents adoptifs à Port Pirie, en Australie du Sud.
Lillian Crombie se forme au ballet classique à la Port Pirie Ballet School, avant de remporter une bourse pour le Dance Concert Limited à Sydney, qui débute au début de 1975, alors qu'elle a 16 ans. Là, elle apprend et interprète diverses danses culturelles, comme la danse du mât de mai, et suit également cette année-là un cours de danse et d'art dramatique au National Black Theatre de Redfern. Elle rejoint ensuite la National Aboriginal and Islander Skills Development Association (NAISDA), lors de son ouverture en 1976 et rejoint la branche performance de l'organisation, l'Aboriginal Islander Dance Theatre (AIDT) peu de temps après.
Lillian Crombie demande et obtient une bourse via le ministère de l'Emploi, de l'Éducation et de la Formation (DEET) et l'Australia Council pour aller au Alvin Ailey American Dance Theatre à New York. Elle se forme également à l'Institut national d'art dramatique (NIDA), après avoir été invitée par Keith Bain, et au Centre Eora. Elle apprend la danse moderne, le ballet jazz et la danse traditionnelle aborigène et insulaire du détroit de Torres.

### Carrière
Lillian Crombie tourne avec AIDT lors de sa première tournée internationale au Nigeria (FESTAC 77) en 1977, avec Wayne Nicol, Michael Leslie, Richard Talonga et Roslyn Watson,.
En travaillant avec Stephen Page, elle s'amuse à faire des numéros de drag mixtes et, dans les années 1980, elle rejoint le Mardi Gras de Sydney pour soutenir la communauté gay pendant la pandémie du SIDA. Travaillant avec David Page, elle se produit lors de certains événements de collecte de fonds pour le VIH/SIDA.
En 1988, elle fait partie d'une troupe de danse de quatre femmes qui s'appelle African Dance Group et présente un spectacle dirigé par Robyn Archer au Space Theatre de l'Adelaide Festival Center pour l'Adelaide Festival of Arts, intitulé AKWANSO (Fly South). Les autres membres du groupe sont la ghanéenne-australienne Dorinda Hafner, le danseur et chorégraphe afro-américain Aku Kadogo et la Jamaïcaine Jigzie Campbell. Chaque femme raconte sa propre histoire de préjugés raciaux, suivie d'une danse des quatre femmes, chorégraphiée par Mary Barnett de l'Alvin Ailey American Dance Theater.
Après avoir rencontré le réalisateur Baz Luhrmann au NIDA en 1983, elle postule et remporte un rôle dans son film Australia en 2008.

### Autres rôles
À la suite du décès de son frère, Lillian Crombie fonde en 2015 la Fondation Lillian Crombie (TLCF), qui soutient les personnes qui ont besoin de voyager pour « Sorry Business » (à des fins de funérailles, de deuil et de guérison). Il offre un soutien financier et émotionnel ainsi qu’un respect et des soins culturellement adaptés. Elle dit que l’étincelle a été provoquée par le sort d’une amie dix ans plus tôt, qui n’avait pas les moyens de rentrer chez elle en Australie occidentale pour assister aux funérailles de sa mère, et qu’aucune organisation caritative n’a pu l’aider.
En octobre 2020, Lillian Crombie créé une série d'ateliers de danse pour les enfants à Port Pirie, en préparation de la création prévue de l'école de danse et d'art dramatique Lillian Crombie. Les ateliers comprennent des cours de ballet classique, de hip hop, de danse aborigène et insulaire du détroit de Torres et de théâtre.

### Vie privée
Lillian Crombie est une survivante de la génération volée et la mère de l'actrice Elaine Crombie (en), son enfant avec le joueur de rugby Sam Backo.

### Mort
Lillian Crombie décède le 3 janvier 2024 à l'âge de 66 ans.

## Reconnaissance
En 2019, Lillian Crombie partage le Lifetime Achievement Award de l'Equity Foundation avec Ningali Lawford-Wolf. Wesley Enoch la décrit comme « une pionnière du théâtre australien qui a ouvert la voie à de nombreuses histoires autochtones »

## Théâtre
Les crédits théâtraux de Lillian Crombie incluent de nombreuses productions avec la compagnie B au Belvoir Street Theatre (Conversations with The Dead, Black Mary) et la Sydney Theatre Company, et elle figure dans Clan du Bangarra Dance Theatre et Rainbow's End de Riverside.

## Cinéma et télévision
Les crédits cinématographiques et télévisuels de Crombie comprennent :
- 1987 : The Place at the Coast (en) de George Ogilvie : Mme Lundy
- 1991 : Mortel (Deadly) de Esben Storm : Sally
- 1992 : Vengeance de femmes : la femme aborigène (4 épisodes)
- 1992 : Jindalee Lady (en) de Brian Syron : une entraineuse[16]
- 1994 : Heartland : Mary Dyer (4 épisodes)
- 2003 : Nos vies secrètes : Lani Watson (3 épisodes)
- 2007 : Lucky Miles (en) de Michael James Rowland : Evie
- 2008 : Double Trouble (en) : Milly (13 épisodes)
- 2008 : Australia de Baz Luhrmann : Bandy Legs
- 2023 : Faraway Downs : Bandy Legs

## Documentaire
Un court documentaire télévisé de 2019 dans une série intitulée Deadly Family Portraits, appelée Crombie Crew, est axé sur Lillian et sa fille Elaine.